# Eurovisiesongfestival 2000

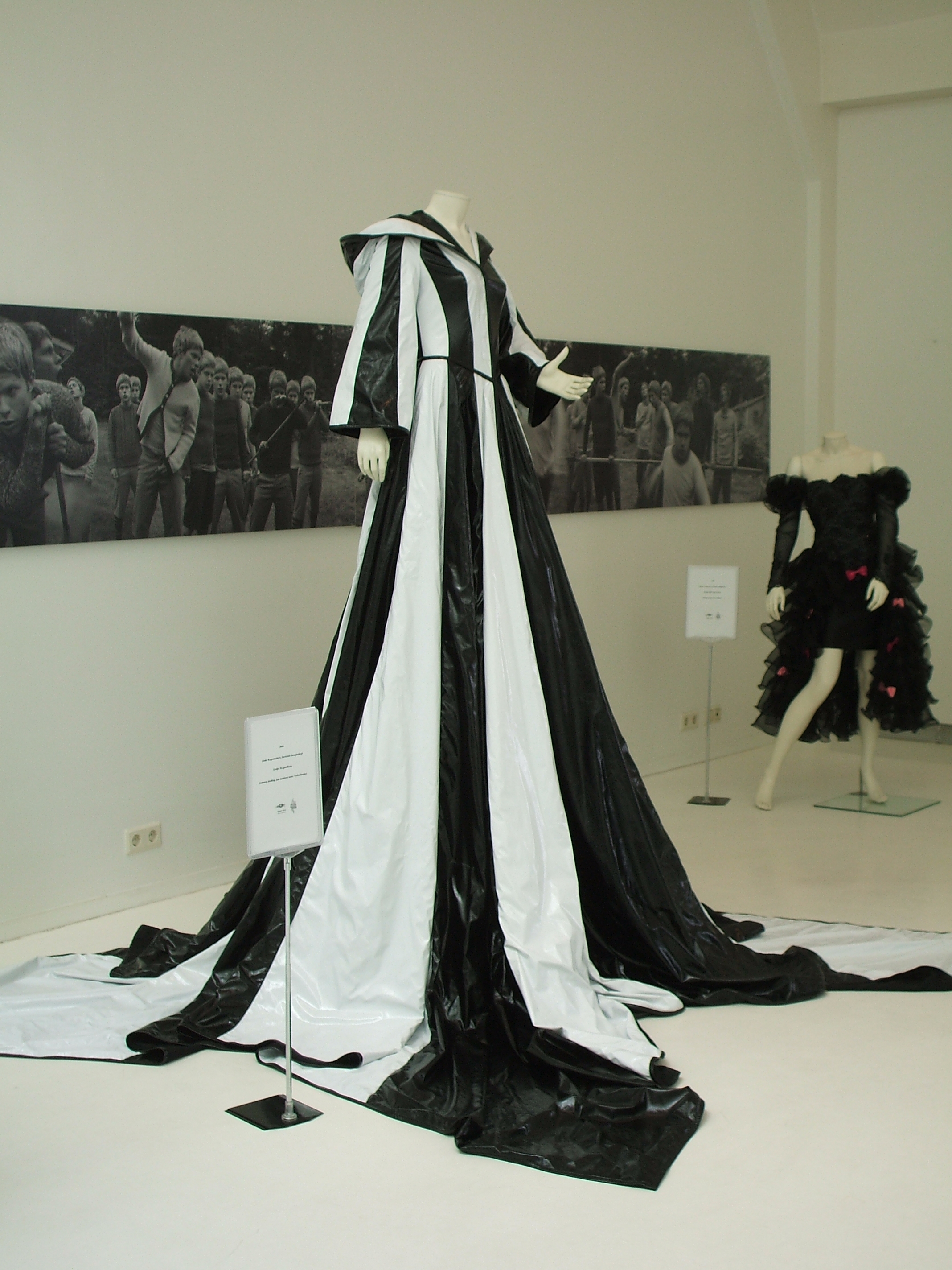
De jurk van de Nederlandse Linda Wagenmakers

Het Eurovisiesongfestival 2000 was het 45ste Eurovisiesongfestival, en werd gehouden in Stockholm, Zweden op 13 mei. Het programma werd gepresenteerd door Anders Lundin en Kattis Ahlström. Het festival werd gewonnen door de Deense Olsen Brothers met hun liedje Fly on the wings of love. Eerder hadden de broers al vier keer meegedaan aan de Deense preselectie, en Jørgen Olsen had het ook twee keer solo geprobeerd.

## Inleiding
Het eerste songfestival in 2000 was veel uitbundiger dan het jaar ervoor. De populariteit van het festival groeide snel in de jaren na 1998, mede dankzij de introductie van televoting. Ook nieuw was de introductie van een cd waarop alle nummers van de deelnemende landen stonden, die nu overal in Europa te koop zou zijn. Fans hoefden zodoende niet langer te zoeken naar singles van hun favoriete nummers.
Enkele opmerkelijke bijdragen dit jaar waren onder andere die uit Israël, waarin - afgezien van de snelle kus tussen de twee mannelijke bandleden - met de Syrische vlag gezwaaid werd naast de Israëlische vlag. Een andere opvallende bijdrage kwam uit Duitsland: Stefan Raab had een lied geschreven en opgevoerd in een - praktisch gezien - op Duits geïnspireerde verzonnen taal. Zweden kwam met een nummer dat een ode was aan de Indianen (Native Americans).
De grote favoriet was dit jaar Estland. Ines zong haar nummer Once in a lifetime niet bijzonder overtuigend. Het was duidelijk te zien dat zij strak stond van de zenuwen. Zij behaalde uiteindelijk de 4e plaats.
Voor Nederland werd het Eurovisiesongfestival 2000 vooral overschaduwd door de vuurwerkramp in Enschede, die op dezelfde dag plaatsvond. De NOS startte om negen uur 's avonds nog wel met de uitzending van het songfestival, maar het programma werd rond tien uur gestaakt, net na de dertiende deelnemer, Spanje. Hierdoor kon Nederland nog wel het optreden van Linda Wagenmakers zien, die als tweede aantrad. Het optreden van de Olsen Brothers, de uiteindelijke winnaars, was als veertiende en werd pas de volgende dag uitgezonden, samen met alle andere liedjes en een samenvatting van de puntentelling. Wagenmakers kreeg pas net voor de puntentelling te horen wat er in Enschede was gebeurd en sprak met de Nederlandse delegatie af dat bij eventuele winst van Nederland er geen optreden meer in de zaal zou worden gegeven. Op 12 juni 2000 zond de NOS een samenvatting uit van het festival.

## Puntentelling
Afgezien van Rusland, Roemenië, Turkije en Macedonië brachten kijkers uit alle landen telefonisch hun stem uit. Wegens het afbreken van de uitzending in Nederland werden ook de Nederlandse punten door een vakjury bepaald.
Voor de puntentelling werd weer een videopresentatie als scorebord gebruikt. Het oproepen van de landen ging op volgorde van deelname via beeldverbinding. Het geven van de punten gebeurde op volgorde van laag naar hoog. Een van de presentatoren herhaalde het land en de punten in de taal (Frans of Engels) waarin ze gegeven werden om daarna beide gegevens in de andere taal te herhalen.
De gegeven punten werden zichtbaar gemaakt door deze achter de landnaam te plaatsen, vóór de totaalscore van het land. Tussen de landen door werd een overzicht gegeven van de vijf hoogst scorende landen.
Marlayne maakte voor het bekendmaken van de Nederlandse punten bekend dat er geen kijkers hadden gestemd en dat de punten daarom van een jury afkomstig waren.
Vanaf het begin af aan was de puntentelling stabiel: Denemarken kreeg in de eerste stemronde als eerste de 12 punten en nam meteen de leiding. Die koppositie zouden de Olsen Brothers nooit meer afstaan. De tweede plaats nam Rusland in met het nummer Solo van Alsou. De derde plaats was voor de debutant van dat jaar: Letland, met het nummer My Star van de groep Brainstorm.

## Resultaten
| Plaats | Land                | Taal                  | Artiest(en)            | Lied                             | Punten |
| ------ | ------------------- | --------------------- | ---------------------- | -------------------------------- | ------ |
| 1      | Denemarken          | Engels                | Olsen Brothers         | Fly on the wings of love         | 195    |
| 2      | Rusland             | Engels                | Alsou                  | Solo                             | 155    |
| 3      | Letland             | Engels                | Brainstorm             | My star                          | 136    |
| 4      | Estland             | Engels                | Ines                   | Once in a lifetime               | 98     |
| 5      | Duitsland           | Duits                 | Stefan Raab            | Wadde hadde dudde da             | 96     |
| 6      | Ierland             | Engels                | Eamonn Toal            | Millennium of love               | 92     |
| 7      | Zweden              | Engels                | Roger Pontare          | When spirits are calling my name | 88     |
| 8      | Malta               | Engels en Maltees     | Claudette Pace         | Desire                           | 73     |
| 9      | Kroatië             | Kroatisch             | Goran Karan            | Kad zaspu anđeli                 | 70     |
| 10     | Turkije             | Turks en Engels       | Pınar Ayhan & Grup SOS | Yorgunum anla                    | 59     |
| 11     | Noorwegen           | Engels                | Charmed                | My heart goes boom               | 57     |
| 12     | IJsland             | Engels                | August & Telma         | Tell me                          | 45     |
| 13     | Nederland           | Engels                | Linda Wagenmakers      | No goodbyes                      | 40     |
| 14     | Oostenrijk          | Engels                | The Rounder Girls      | All to you                       | 34     |
| 15     | Macedonië           | Macedonisch en Engels | XXL                    | 100% te ljubam                   | 29     |
| 16     | Verenigd Koninkrijk | Engels                | Nicki French           | Don't play that song again       | 28     |
| 17     | Roemenië            | Engels                | Taxi                   | The moon                         | 25     |
| 18     | Finland             | Engels                | Nina Åström            | A little bit                     | 18     |
| 18     | Spanje              | Spaans                | Serafín Zubiri         | Colgado de un sueño              | 18     |
| 20     | Zwitserland         | Italiaans             | Jane Bogaert           | La vita cos'è?                   | 14     |
| 21     | Cyprus              | Grieks en Italiaans   | Voice                  | Nomiza                           | 8      |
| 22     | Israël              | Hebreeuws en Engels   | Ping Pong              | Sameach                          | 7      |
| 23     | Frankrijk           | Frans                 | Sofia Mestari          | On aura le ciel                  | 5      |
| 24     | België              | Frans                 | Nathalie Sorce         | Envie de vivre                   | 2      |

## Terugkerende artiesten
| Land   | Artiest                            | Plaats | Eerdere deelname                      | Plaats toen |
| ------ | ---------------------------------- | ------ | ------------------------------------- | ----------- |
| Cyprus | Alexandros Panayi (deel van Voice) | 21     | Cyprus 1995                           | 9           |
| Spanje | Serafín Zubiri                     | 18     | Spanje 1992                           | 14          |
| Zweden | Roger Pontare                      | 7      | Zweden 1994 (samen met Marie Bergman) | 13          |

Gabriel Forss die in '97 in de groep Blond zong was backing vocal voor Malta, vorig jaar was hij dat voor Zweden. Italiaanse superster Al Bano (ESF '76, '85) zong in het achtergrondkoortje van de Zwitserse kandidaat.
In Estland werd Evelin Samuel 3de, vorig jaar was ze nog 6de in Jeruzalem. In Roemenië werd Monica Anghel 3de, ze won in '96 maar raakte niet door de Europese voorselectie. In Noorwegen werd Jan Werner Danielsen (ESF '94) 2de. In Spanje werd Anabel Conde 4de, in '95 was ze nog 2de in Dublin. De groep Fenders die in '87 als Bandjo op het songfestival stond deed mee net als Gry Johansen (ESF '83). Corinna May werd 2de in Duitsland, vorig jaar won ze nog maar werd haar lied gediskwalificeerd omdat het al eens was uitgebracht. Onder de naam Cronika deed Magazin mee in de Kroatische selectie, net als Putokazi (ESF '93) al waren de groepsleden wel anders.

## Wijzigingen

### Debuterende landen

Deelnemende landen
Landen die al meegedaan hebben maar niet meedoen

- Letland: Letland was de enige Baltische staat die nog niet eerder had deelgenomen aan het festival. Het wilde eigenlijk al in 1999 deelnemen.

### Terugkerende landen
- Rusland
- Macedonië
- Zwitserland
- Finland
- Roemenië

### Verplicht terugtrekkende landen
- Bosnië en Herzegovina
- Slovenië
- Portugal
- Litouwen
- Polen

### Terugtrekkende landen
- Griekenland: Na een jaar verplichte rust bleef Griekenland ook dit jaar thuis. De Griekse zender ERT zat in financiële problemen.
- Slowakije: Na de slechte resultaten van de drie vorige inzendingen moest Slowakije in 1999 verplicht terugtrekken. Het land besloot daarna voor lange tijd niet meer deel te nemen en zou pas terugkeren in 2009.